# Barra (eiland)

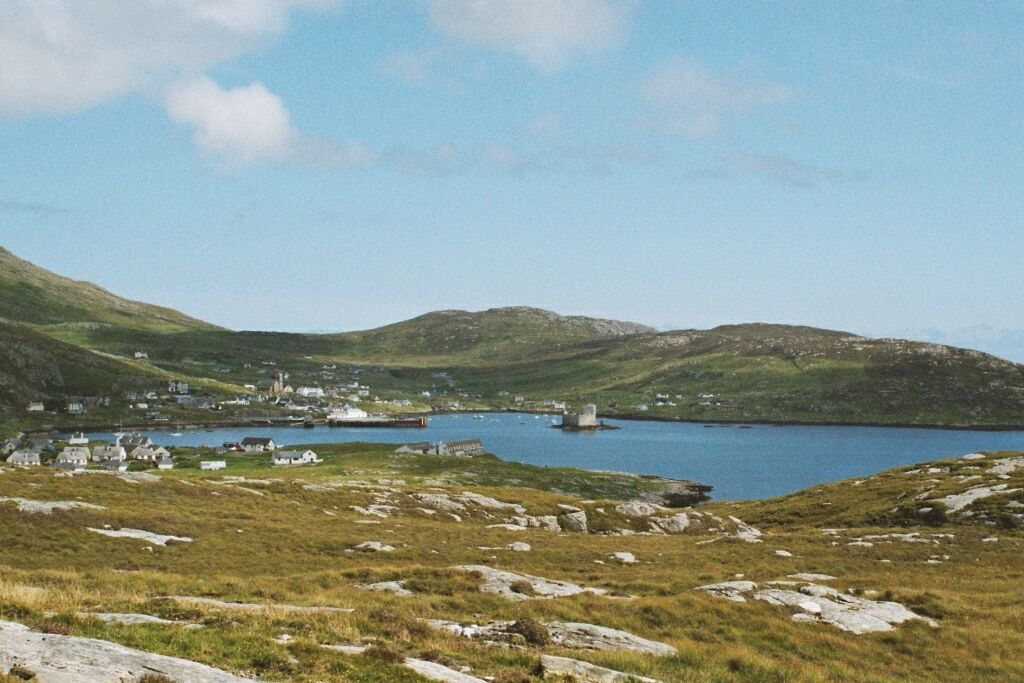
Castlebay (de "kasteelbaai")

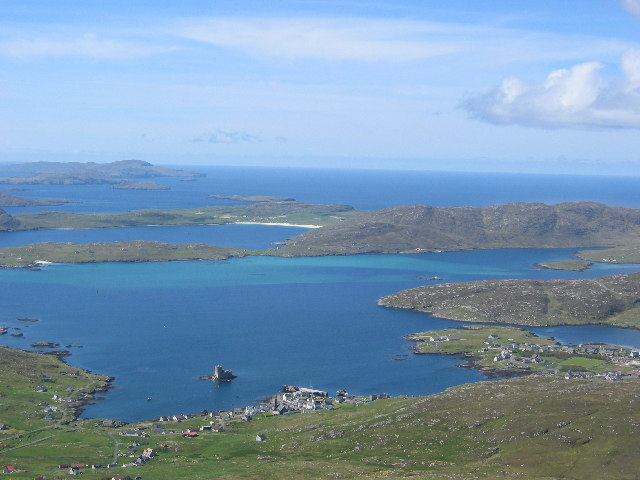
Blik vanaf Heaval op Castlebay en de eilanden ten zuiden van Barra, o.a. Vatersay

Barra (Schots-Gaelisch: Barraigh) is een eiland van de zuidelijke Buiten-Hebriden.
Barra behoort tot de kleinere bewoonde eilanden en ligt aan het zuidelijke uiteinde van de archipel, ten zuidwesten van South Uist, waarvan het gescheiden wordt door een zeestraat, Caolas Bharraigh. In deze zeestraat liggen Eiriosgaigh en de onbewoonde
eilandjes Fudaigh, Fiaraigh, Giaghaigh, Healasaigh, Flodaigh, Fuigheaigh, Oronsay en Liongaigh, naast een grote hoeveelheid kleinere rotsjes. Ten zuidwesten van Barra ligt Vatersay, het zuidelijkst bewoonde eiland van de Buiten-Hebriden. Het eiland heeft 1.078 inwoners (2001).
Barra is een relatief cirkelvormig eiland, met een schiereiland in het noorden, dat uitloopt op een kaap, Rubha Sgoireabhail, die de noordflank van de 79 meter hoge Beinn Sgoireabhail is. Rond dit schiereiland liggen de enige stranden van het eiland, twee strandjes aan de westkust, rond de Sgeir Liagh, niet te na gesproken. Aan de westrand van het schiereiland ligt Tràigh Eais ('watervalstrand'); hieraan liggen een oude toren en een begraafplaats. In het noordoosten van het schiereiland ligt het dorpje Eolaigearraidh, waar voor de kust het kleine eilandje Bhialas ligt. In Eolaigearraidh ligt de aanlegplaats van een voetgangersveer vanuit Ludag in South Uist. Ten zuiden van het dorp ligt de 102 meter hoge Beinn Eolaigearraidh. Aan het kilometersbrede strand aan de oostkust,Tràigh Mhòr ('groot strand'), bevindt zich de 'luchthaven' van het eiland, Barra Airport: men landt er op het strand, zodat de dienstregelingen van de vluchten afhankelijk zijn van het getijde.
De hoofdnederzetting van Barra is Castlebay (Bagh a' Chaisteil), wat kasteelbaai betekent; het kasteel in kwestie is Kisimul Castle, de middeleeuwse zetel van de clan MacNeil, die Barra eeuwenlang regeerde. Hier is een veerbootverbinding met Loch Baghasdail, Oban en Mallaig, en de plaatselijke school en een museum zijn er gevestigd. De hoogste heuvel is de Heaval, met 383 meter. Op de oostflank hiervan staat een standbeeld, Our Lady of the Sea. Rond het eiland slingert één weg, de A888. Het binnenland is heuvelachtig; de kusten huisvesten de grote meerderheid van de dorpjes. Er staat in het zuidoosten een steencirkel bij het dorpje Breibhig, en ook een in het westen bij het dorpje Borgh. Daarnaast heeft het eiland twee prehistorische huizen en een vijftal voorhistorische torens. Ook is er een bron die aan Sint-Columba is gewijd. Centraal in het binnenland bevindt zich een holle cairn. In het noordwesten, aan kaap Aird na Ghrinn, ligt een golfparcours.
Dorpen op Barra zijn Aird Mhòr, Aird Mhidhinis, Bruairnis, Baile nam Bodach, Bagh Shiarabhagh, Bagh a Tuath, Cleit, Grinn, Aird a Mhurain, Sgallairidh, Gearraidh Ghadhal, Leideag, Ceann Tangabhal, Ceann Loch, Nasg, Baile na Creige en Allathasdal. Het eiland wordt wel het Bloemeneiland genoemd wegens zijn rijke verscheidenheid aan wilde bloemen (met ruim duizend verschillende soorten). Van noord naar zuid is het minder dan twintig kilometer lang, en van west naar oost minder dan tien. De ondergrond bestaat uit een drassig veenlandschap dat machair wordt genoemd. De bevolking spreekt in meerderheid Schots-Gaelisch en is overwegend katholiek. Van alle eilanden van de Buiten-Hebriden is Barra wellicht de populairste vakantiebestemming; vooral de strandluchthaven en de flora trekken veel toeristen aan.

## Bezienswaardigheden
- Barra Airport
- Broch of Bruernish
- Cille Bharra
- Dun Cuier, een broch
- Kisimul Castle